# Lithacodia quadriorbis
Lithacodia quadriorbis là một loài bướm đêm trong họ Noctuidae.